# Eliana Ianni
Eliana Ianni (Buenos Aires, 8 de octubre de 1973) es una comunicadora, productora artística y empresaria argentina. Tras desempeñarse en la radio durante más de una década en cadenas locales y nacionales,en 2019 cofundó la compañía discográfica y de publicidad Leyes Media. En 2023 fue nombrada Personalidad Destacada de Merlo por su trabajo «en beneficio de la educación, el arte, la cultura y la música» de dicha localidad.

## Biografía

### Inicios y carrera en radio
Ianni nació en Buenos Aires el 8 de octubre de 1973. Mientras cursaba estudios secundarios, asistía al conservatorio para estudiar danzas. Graduada como docente, tuvo que pasar necesidades económicas mientras criaba a sus dos hijos en una casilla en Merlo.
En 1994 inició una carrera como comunicadora para el diario A la letra de Pablo Loguercio Producciones en la localidad de Merlo; trabajó como redactora en dicho medio hasta 1999. En 2002 se vinculó profesionalmente con la cadena Radio Pontevedra de Merlo, y entre 2003 y 2010 presentó su propio programa radial titulado «Magazine Eliana», en el que realizaba entrevistas a diferentes personalidades de la música, la cultura y la política.
En 2006 fue nombrada secretaria de prensa de la municipalidad de Merlo, cargo que desempeñó hasta 2017 y durante el cual «colaboró de cerca con el gobierno local para promover eventos culturales y fortalecer los lazos comunitarios», de acuerdo con la revista Forbes. En 2010 llevó su programa «Magazine Eliana» a la cadena radial ArInfo de Buenos Aires, y entre 2010 y 2012 se encargó de la difusión del proyecto «Quiero al tango», promovido por la Legislatura de la Ciudad Autónoma de Buenos Aires y cuyo objetivo era promocionar el tango como patrimonio cultural argentino. A comienzos de la década de 2010 inició también una carrera como docente en Merlo.
En su programa radial, tuvo la posibilidad de entrevistar a personalidades como la diputada María José Lubertino; a Lucía Sendón, directora del Planetario Galileo Galilei; al general Diego Alejandro Soria, presidente del Instituto Nacional Sanmartiniano; a Antonella Di Bruno, directora del museo Casa de la Memoria; a Ivana Carina Jofré, becaria de CONICET y directora de la cátedra de Etnografía General de la Facultad de Arqueología de la Universidad Nacional de Catamarca y al artista plástico Andrés Zerneri, creador del Monumento al Che Guevara y del Monumento a la Mujer Originaria. También entrevistó y presentó en directo en su programa a grupos musicales emergentes como Pasajeros del tren, Etat second, Viperion, Los Sábalos, Sangre Caliente, Kepler Rock y La Sonora D'Zafio, entre otros.

### Leyes Media y actualidad
En 2019 estableció junto al artista y empresario Leyes la compañía discográfica y de publicidad Leyes Media en la ciudad de Miami. La compañía fue reconocida como «una de las principales empresas de relaciones públicas y marketing de Estados Unidos» por la revista Forbes. Vinculada con Leyes Media, ha trabajado como productora artística con empresarios y artistas como Frank Khalid, Joseph Einhorn, Devon Rodríguez, Paloma Leyes, Icebox y Julian Jewel Jeyaraj, entre otros. Durante su trayectoria, la compañía ha recibido galardones en eventos como los dotCOMM Awards, los Premios Vega Digital, los MarCom Awards y los Premios MUSE Creative.
En septiembre de 2023 fue nombrada Personalidad Destacada de Merlo por su trabajo «en beneficio de la educación, el arte, la cultura y la música» de dicha localidad. El acto se llevó a cabo en la Quinta Colonial de Merlo el 26 de septiembre de 2023. En 2024 apareció junto con Paloma Leyes en el videoclip de la canción «No me quiero casar», del cantante puertorriqueño Bad Bunny. Las escenas en las que aparecen ambas fueron grabadas en la Villa Vizcaya de Miami en diciembre de 2023.
Paralelo a su labor en Leyes Media, Ianni escribe columnas de prensa para diferentes medios online.